# Kasa-Vubu (commune)
Pour les articles homonymes, voir Kasa-Vubu.
Kasa-Vubu, anciennement Dendale, est une commune du centre de la ville de Kinshasa en république démocratique du Congo. Développée à partir des années 1940, elle est avec Kalamu le cœur historique de la Cité.

## Dénomination
La commune tient son nom de Joseph Kasa-Vubu, premier président du Congo post-colonial et qui fut auparavant bourgmestre de la commune entre 1957 et 1960,. Le 4 janvier 2010, un monument fut d'ailleurs prévu en sa mémoire sur le rond-point « Kimpwanza », réalisé en Corée du Sud, monument qui fut inauguré par Joseph Kabila le 29 juin 2010.

## Administration
| \| Les 4 districts et les 24 communes de Kinshasa \| \| v · d · m \| |                    |           |
| District de la Lukunga District de la Funa District du Mont-Amba District de la Tshangu Brazzaville Fleuve Congo Pool Malebo M’Bamou Baie de Ngaliema Gombe Barumbu Kin. Ling. K.-V. Ng.-Ng. Kal. Banda- lungwa Kintambo Ngaliema Selembao Bumbu Makala Ngaba Lemba Limete Matete Kisenso Masina Ndjili Kimbanseke Nsele Mont-Ngafula Nsele Maluku |                    |           |
| abréviations : Kinshasa (Kin.), Kasa-Vubu (K.-V.), Lingwala (Ling.), Ngiri-Ngiri (Ng.-Ng.) |                    |           |
| Les 4 districts et les 24 communes de Kinshasa | Blason de Kinshasa | v · d · m |

## Démographie
| 1967   | 1970   | 1984   | 2003    | 2004    |
| ------ | ------ | ------ | ------- | ------- |
| 56 540 | 67 525 | 74 888 | 152 141 | 157 320 |

En 2010, le service de la population de la commune de Kasa- Vubu n'enregistrait cependant que 77 553 habitants dont 2 817 étrangers, répartis comme suit :
- Par sexe et par âge :
  - 22 442 hommes,
  - 23 461 femmes,
  - 15 163 garçons,
  - 16 487 filles.
- Par quartier :
  - Quartier ONL : 20 405 habitants (19 971 nationaux et 434 étrangers),
  - Quartier  Katanga : 13 224 habitants (12 709 nationaux et 515 étrangers),
  - Quartier Anciens combattants : 12 416 habitants
  - Quartier Assossa : 9 289 habitants,
  - Quartier Lubumbashi : 8 478 habitants),
  - Quartier Lodja : 7 628 habitants,
  - Quartier Salongo : 6 113 habitants.
- Pour une densité de 15 387 habitants/km2.

La même source administrative donnait, pour 2009, 77 130 habitants résidant dans la commune de Kasa-Vubu, soit une sous-évaluation d'environ 50 % par rapport aux estimations de la monographie gouvernementale de 2005. La différence tient, selon Martin Mitanga Mutumbula,  préposé du service de l’État civil de la commune de Kasa-Vubu, à « l’ignorance de l’importance de cet acte par certains parents, ou au manque d’intérêt pour d’autres qui ne reçoivent plus d’allocations familiales ».

## Équipement

### Voirie
Les rues de Kasa-Vubu, comme celles de nombreuses communes de Kinshasa, sont notoirement en mauvais état et leur dégradation est source de ralentissements et d'embouteillages.

### Équipement scolaire, academique et culturel
| \| Carte de Kasa-Vubu \| \| v · d · m \| |  |           |
| COMMUNE DE BANDALUNGWA COMMUNE DE LINGWALA COMMUNE DE KINSHASA COMMUNE DE KALAMU COMMUNE DE NGIRI-NGIRI HÔP. ENM. KIM. CIM. LOU. OFF. CHR. ARM. PRO. OFF. CAT. LYC. OFF. GAM. VIC. |  |           |
| Légende : - ARM : École de l'Armée du Salut, - CAT : École catholique, - CHR : Église du Christ-Roi, - CIM : Cimetière de Kasa-Vubu, - ENM : École normale Moyenne, - GAM : Marché Gambela, - HÔP : Hôpital du Cinquantenaire, - KIM : Centre d'accueil kimbanguiste, - LOU : École saint-Louis, - LYC : Lycées, - OFF : Écoles officielles, - PRO : Centre protestant, - VIC : Place de la Victoire. |  |           |
| Carte de Kasa-Vubu |  | v · d · m |

La commune de Kasavubu est notamment dotée d'une bibliothèque construite grâce au jumelage de Kasa-Vubu avec la commune belge de Court-Saint-Étienne, dont les fonds bibliographiques ont été constitués par des dons fait en Belgique de Kasa-Vubu compte :
- Lycée Motema Mpiko
- L'université Belgo-congolaise
- Lycée catholique Toyokana
- 5 écoles primaires,
- 3 collèges dont un féminin[9].

L'analphabétisme des jeunes entre 15 et 20 ans est estimé à 20% La commune est notamment dotée d'une bibliothèque construite grâce au jumelage de Kasa-Vubu avec la commune belge de Court-Saint-Étienne, dont les fonds bibliographiques ont été constitués par des dons fait en Belgique,.

### Équipement sanitaire
La commune demeure, comme plusieurs autres de Kinshasa et malgré les efforts sanitaires et médicaux, un foyer de maladies infectieuses (notamment le choléra, et bien sûr le SIDA) que les médecins kinois tentent de réduire.
En 2011,
- Le taux de mortalité maternelle est estimé à 30 %,
- Le taux de mortalité infantile (décès avant le premier anniversaire) est estimé à 40 %, dont la moitié juste après l'accouchement,
- 60 % des accouchements se font à domicile, principalement à cause du coût de l'hospitalisation[9].

L'UAEDAFKP (Union d'anciens étudiants de l'Alliance Française de Kinshasa à Paris) a créé en juin 2001 un dispensaire appelé Centre Humanitaire de Santé (CHS) employant six personnes.

#### L'hôpital du Cinquantenaire
La commune de Kasa-Vubu accueille un important hôpital dans sa partie Ouest, l'Hôpital du Cinquantenaire. C'était initialement une clinique nommée Mama Yemo, conçue par Mobutu à l'intérieur d'un bâtiment datant de 1958, afin d'éviter les transferts risqués de malades ou de blessés vers d'autres pays, chantier qui n'avait jamais été entièrement terminé.
Sa réhabilitation a été menée de mai 2009 à septembre 2011 par l'entreprise chinoise Synohidro (initialement, elle devait se faire en partenariat avec le Japon, mais la coopération a fait long feu). Le nouvel équipement s'étend sur 40 000 m2 et compte 450 lits. C'est le plus grand hôpital d'Afrique centrale, dimensionné pour réaliser 2 000 à 3 000 consultations ambulatoires par jour et 3 000 interventions chirurgicales par an,.
Toutefois, cette réhabilitation s'est accompagnée d'un agrandissement qui s'est effectué sur des habitations, avec des expropriations forcées que la population a mal vécues, d'autant que les indemnisations n'ont pas été faites. Et certains commentateurs craignent par ailleurs que l'hôpital, à l'image d'autres institutions de santé, souffre d'un manque d'entretien.

### Religion
La commune était depuis 1933 desservie par la paroisse catholique de Saint-Pierre, située sur la commune de Kinshasa. En 1951, celle-ci devenait trop exiguë ; la paroisse Christ-Roi de l’univers fut alors construite à Dendale, aujourd'hui Kasa-Vubu. L'église de cette paroisse fut restaurée entre le 20 novembre 2011 et le 8 février 2012.

## Sécurité

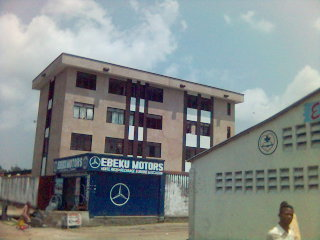
Appartement sur l'avenue Yahuma.

La commune, à l'instar d'autres communes de l'agglomération de Kinshasa, est réputée pour son insécurité, qui est le fait de jeunes délinquants, mais aussi parfois de policiers. Le reproche est parfois également adressé aux policiers d'outrepasser les règles concernant le contrôle des journalistes, ce que condamne l'Observatoire de la Liberté de la Presse en Afrique.

## Taxation
La commune de Kasa-Vubu est une localité foncière de troisième rang.